# Stanley (automóviles)
Los automóviles de vapor  Stanley  marcaron un hito en el desarrollo del automóvil de vapor y del automóvil en general.
Proyectados y construidos por los hermanos gemelos Francis y Freelan Stanley, primero de forma privada y desde 1902 por la Stanley Motor Carriage Company, estos coches con motor de vapor son todavía objeto de admiración, siendo buscados con afán por los coleccionistas.

## Época inicial
Francis E. Stanley (1849-1918) y Freelan O. Stanley (1849-1940) fabricaron un coche de vapor según diseño propio en 1897. Entre 1898 y 1899 fabricaron más de 200 automóviles, más que ningún otro fabricante en Estados Unidos. Tras vender el diseño inicial a la compañía Locomobile, en 1902 fundaron la Stanley Motor Carriage Company.

## Detalles técnicos

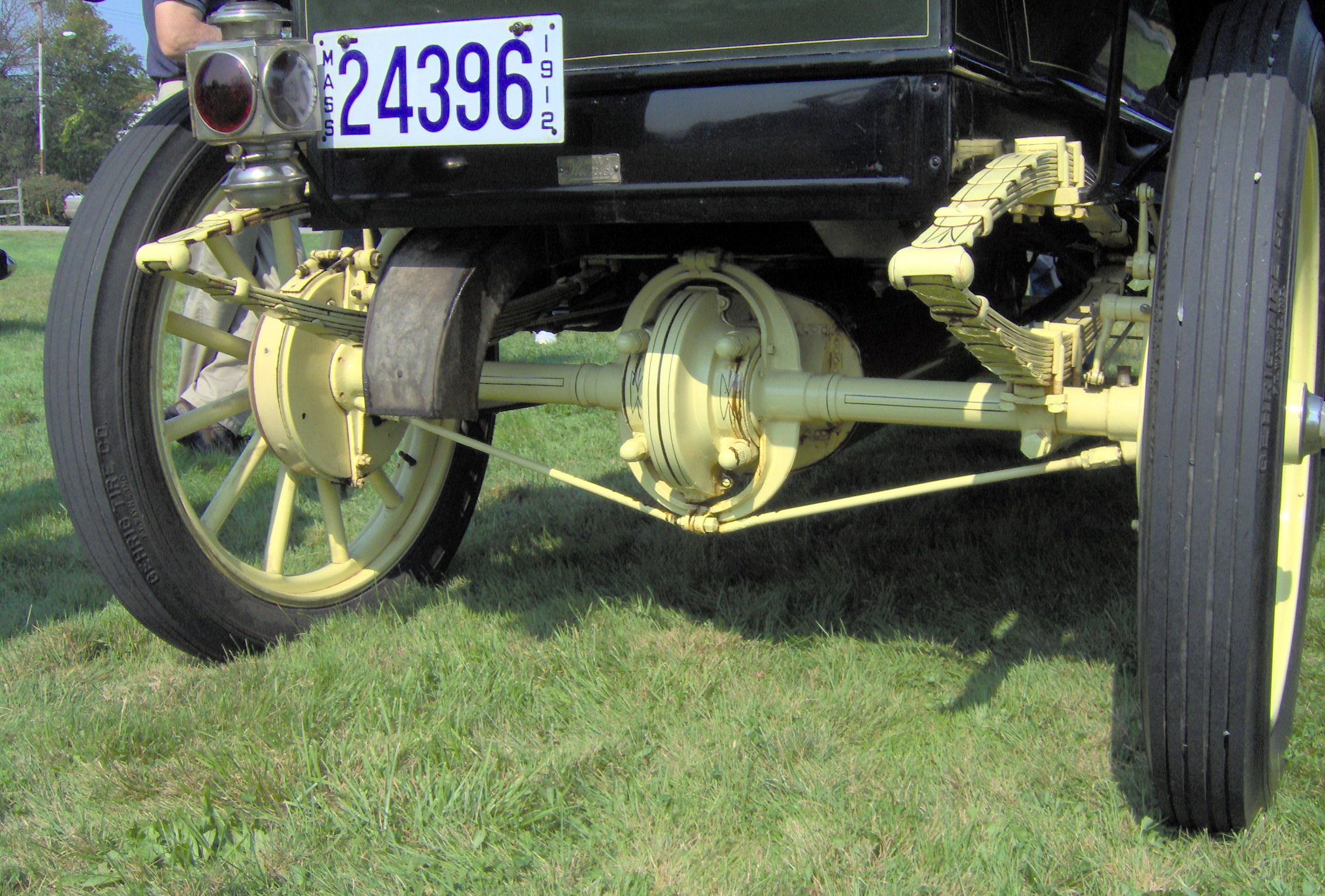
Automóvil Stanley del año 1912. Detalles del chasis, suspensión y transmisión.

Los primeros automóviles Stanley disponían de chasis rígidos formados por un bastidor tubular rectangular y cuatro ruedas sin suspensión de ningún tipo. La carrocería del vehículo, con el generador de vapor y el motor, estaba suspendida mediante muelles elípticos de acero. El generador de vapor (caldera) era del tipo de tubos de fuego verticales, en principio montado detrás de los asientos, y disponía de un quemador de gasolina vaporizada (de queroseno en modelos posteriores) en la parte inferior. La caldera estaba reforzada con cuerda de piano (cientos de metros de cable delgado de acero) bobinado alrededor, un diseño que permitía un barco muy resistente y de peso moderado. Los tubos de fuego eran de cobre en los primeros modelos. Los tubos estaban estampados a presión en los ojales de las bridas superior e inferior. En modelos posteriores, la adopción de un condensador para mejorar la autonomía provocaba fugas de aceite a través de las juntas de expansión y se usaron tubos de acero soldados. Las calderas eran más seguras de lo que se podría suponer. Tenían válvulas de seguridad y, en caso de fallar alguna de estas, la sobrepresión causaba la ruptura de alguna de las numerosas juntas presentes. La ruptura permitía que la presión bajara mucho antes de la explosión de la caldera. No hay ningún caso documentado de una explosión en funcionamiento.[cita requerida]
- El motor era de dos cilindros, de doble efecto y simple expansión, con válvulas de distribución del tipo de deslizamiento lateral.
- La transmisión se hacía directamente desde el cigüeñal hasta un diferencial mediante una cadena (para absorber los movimientos relativos entre el chasis rígido y la carrocería del automóvil suspendida).
- A menudo los propietarios de un Stanley modificaban su automóvil con accesorios según criterios propios (lubricadores, condensadores, ...).

## Modelos posteriores

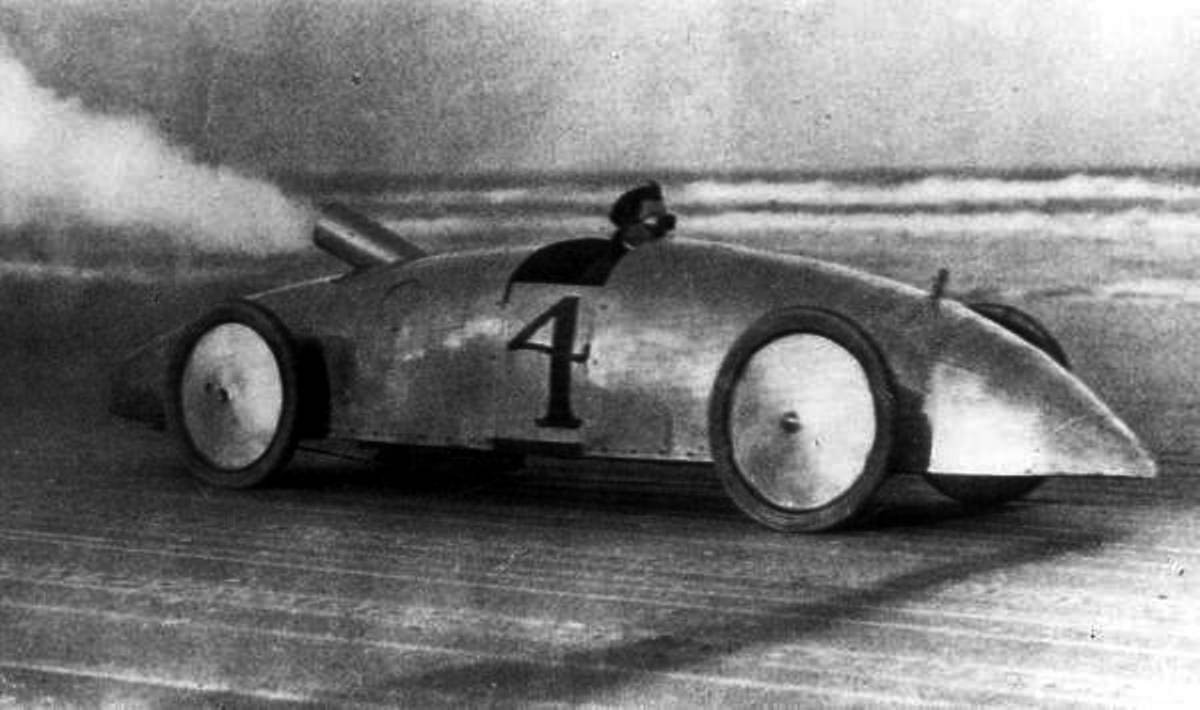
Un automóvil Stanley Steamer, modelo prototipo de récord, en la playa de Daytona en 1903.

Para evitar problemas legales y conflictos con el diseño que habían vendido a la compañía Locomobile, los hermanos Stanley diseñaron un nuevo modelo de motor que engranaba directamente al eje trasero.
Los últimos modelos disponían de carrocería de aluminio pero mantenían el chasis rígido de tubos de acero.
El generador de vapor pasó a la parte delantera y, por culpa del diseño de la cubierta del generador, los clientes llamaron los nuevos modelo "baúl de muertos". En 1915 se instaló un condensador para mejorar la autonomía (hasta entonces era muy limitada: de unos 80 km).

## Récord
EL 25 de enero de 1905, un vehículo Stanley alcanzó las 121,57 mph. En 1906, un Stanley Stem batió un récord de velocidad, recorriendo una milla en 28,2 segundos. Otro coche de vapor, el Serpollet modelo "Œuf de Pâques" (Huevo de Pascua), había sido el primero en superar los 100 km/h (75,06 mph), el 13 de abril de 1902.

## Decadencia
Los automóviles de combustión interna (con motor Otto) mejoraron mucho las prestaciones a finales de 1910. El golpe definitivo, desde el punto de vista práctico, fue la adopción del motor de arranque eléctrico que permitió dejar de lado el arranque manual con manivela (maniobra peligrosa e incómoda).
Un automóvil con motor de explosión permitía un arranque instantáneo mientras que un automóvil de vapor necesitaba unos minutos.
También el precio fue decisivo: los automóviles de vapor, fabricados manualmente, eran mucho más caros que los coches de combustión interna.
Algunas fuentes citan que, por culpa de una peste equina, todos los abrevaderos del lado de las carreteras fueron suprimidos. Los propietarios de los Stanley precisamente usaban estos bebederos para reponer el agua que consumían sus automóviles. Este hecho no ayudó nada a las ventas de los coches de vapor.

## Venta y cierre
En 1917 la Stanley Motor Carriage Company fue vendida a Prescott Warren, y después siguió un período de decadencia y falta de progresos técnicos.
Un Stanley modelo 740 sedán costaba 3.960 dólares mientras que un Ford modelo T se vendía a menos de 500 dólares. La compañía cerró en 1924.